# Lista planetelor minore/24301–24400
Aceasta este Lista planetelor minore/24301–24400; pentru a naviga prin lista completă vezi Lista planetelor minore.
Pentru ale detalii vezi și Proiect:Astronomie sau Portal:Astronomie.
| Nume                 | Denumire provizorie | Data descoperirii | Locul descoperirii     | Descoperitor(i)              |
| -------------------- | ------------------- | ----------------- | ---------------------- | ---------------------------- |
| 24301 -              | 1999 XZ233          | 4 decembrie 1999  | Anderson Mesa          | LONEOS                       |
| 24302 -              | 1999 XP242          | 13 decembrie 1999 | Socorro                | LINEAR                       |
| 24303 Michaelrice    | 1999 YY             | 16 decembrie 1999 | Fountain Hills⁠(d)      | C. W. Juels⁠(d)               |
| 24304 Lynnrice       | 1999 YZ             | 16 decembrie 1999 | Fountain Hills         | C. W. Juels                  |
| 24305 Darrellparnell | 1999 YG4            | 26 decembrie 1999 | Farpoint               | G. Hug⁠(d), G. Bell⁠(d)        |
| 24306 -              | 1999 YE5            | 27 decembrie 1999 | Moriyama               | Y. Ikari⁠(d)                  |
| 24307 -              | 1999 YB7            | 30 decembrie 1999 | Socorro                | LINEAR                       |
| 24308 Cowenco        | 1999 YC9            | 29 decembrie 1999 | Farpoint               | G. Hug⁠(d), G. Bell⁠(d)        |
| 24309 -              | 1999 YF9            | 31 decembrie 1999 | Višnjan Observatory⁠(d) | K. Korlević                  |
| 24310 -              | 1999 YT9            | 31 decembrie 1999 | Oizumi                 | T. Kobayashi                 |
| 24311 -              | 1999 YS15           | 31 decembrie 1999 | Kitt Peak              | Spacewatch                   |
| 24312 -              | 1999 YO22           | 31 decembrie 1999 | Anderson Mesa          | LONEOS                       |
| 24313 -              | 1999 YR27           | 30 decembrie 1999 | Socorro                | LINEAR                       |
| 24314 -              | 2000 AQ2            | 3 ianuarie 2000   | Oizumi                 | T. Kobayashi                 |
| 24315 -              | 2000 AV4            | 4 ianuarie 2000   | Oaxaca                 | J. M. Roe⁠(d)                 |
| 24316 Anncooper      | 2000 AQ11           | 3 ianuarie 2000   | Socorro                | LINEAR                       |
| 24317 Pukarhamal     | 2000 AL12           | 3 ianuarie 2000   | Socorro                | LINEAR                       |
| 24318 Vivianlee      | 2000 AE14           | 3 ianuarie 2000   | Socorro                | LINEAR                       |
| 24319 -              | 2000 AY15           | 3 ianuarie 2000   | Socorro                | LINEAR                       |
| 24320 -              | 2000 AS17           | 3 ianuarie 2000   | Socorro                | LINEAR                       |
| 24321 -              | 2000 AO23           | 3 ianuarie 2000   | Socorro                | LINEAR                       |
| 24322 -              | 2000 AM43           | 4 ianuarie 2000   | Črni Vrh               | Črni Vrh                     |
| 24323 -              | 2000 AW49           | 5 ianuarie 2000   | Ondřejov⁠(d)            | P. Pravec⁠(d), P. Kušnirák⁠(d) |
| 24324 -              | 2000 AT51           | 4 ianuarie 2000   | Socorro                | LINEAR                       |
| 24325 Kaleighanne    | 2000 AB52           | 4 ianuarie 2000   | Socorro                | LINEAR                       |
| 24326 -              | 2000 AS53           | 4 ianuarie 2000   | Socorro                | LINEAR                       |
| 24327 -              | 2000 AB54           | 4 ianuarie 2000   | Socorro                | LINEAR                       |
| 24328 Thomasburr     | 2000 AF54           | 4 ianuarie 2000   | Socorro                | LINEAR                       |
| 24329 -              | 2000 AR56           | 4 ianuarie 2000   | Socorro                | LINEAR                       |
| 24330 -              | 2000 AC66           | 4 ianuarie 2000   | Socorro                | LINEAR                       |
| 24331 Alyshaowen     | 2000 AL68           | 5 ianuarie 2000   | Socorro                | LINEAR                       |
| 24332 Shaunalinn     | 2000 AK69           | 5 ianuarie 2000   | Socorro                | LINEAR                       |
| 24333 Petermassey    | 2000 AA70           | 5 ianuarie 2000   | Socorro                | LINEAR                       |
| 24334 Conard         | 2000 AL71           | 5 ianuarie 2000   | Socorro                | LINEAR                       |
| 24335 -              | 2000 AG76           | 5 ianuarie 2000   | Socorro                | LINEAR                       |
| 24336 -              | 2000 AD77           | 5 ianuarie 2000   | Socorro                | LINEAR                       |
| 24337 Johannessen    | 2000 AF77           | 5 ianuarie 2000   | Socorro                | LINEAR                       |
| 24338 -              | 2000 AE80           | 5 ianuarie 2000   | Socorro                | LINEAR                       |
| 24339 -              | 2000 AK84           | 5 ianuarie 2000   | Socorro                | LINEAR                       |
| 24340 -              | 2000 AP84           | 5 ianuarie 2000   | Socorro                | LINEAR                       |
| 24341 -              | 2000 AJ87           | 5 ianuarie 2000   | Socorro                | LINEAR                       |
| 24342 -              | 2000 AV87           | 5 ianuarie 2000   | Socorro                | LINEAR                       |
| 24343 -              | 2000 AS88           | 5 ianuarie 2000   | Socorro                | LINEAR                       |
| 24344 Brianbarnett   | 2000 AB99           | 5 ianuarie 2000   | Socorro                | LINEAR                       |
| 24345 Llaverias      | 2000 AU99           | 5 ianuarie 2000   | Socorro                | LINEAR                       |
| 24346 Lehienphan     | 2000 AK100          | 5 ianuarie 2000   | Socorro                | LINEAR                       |
| 24347 Arthurkuan     | 2000 AF102          | 5 ianuarie 2000   | Socorro                | LINEAR                       |
| 24348 -              | 2000 AO102          | 5 ianuarie 2000   | Socorro                | LINEAR                       |
| 24349 -              | 2000 AA103          | 5 ianuarie 2000   | Socorro                | LINEAR                       |
| 24350 -              | 2000 AJ103          | 5 ianuarie 2000   | Socorro                | LINEAR                       |
| 24351 Fionawood      | 2000 AD104          | 5 ianuarie 2000   | Socorro                | LINEAR                       |
| 24352 Kapilrama      | 2000 AE104          | 5 ianuarie 2000   | Socorro                | LINEAR                       |
| 24353 Patrickhsu     | 2000 AG104          | 5 ianuarie 2000   | Socorro                | LINEAR                       |
| 24354 Caz            | 2000 AA105          | 5 ianuarie 2000   | Socorro                | LINEAR                       |
| 24355 -              | 2000 AJ111          | 5 ianuarie 2000   | Socorro                | LINEAR                       |
| 24356 -              | 2000 AO114          | 5 ianuarie 2000   | Socorro                | LINEAR                       |
| 24357 -              | 2000 AC115          | 5 ianuarie 2000   | Socorro                | LINEAR                       |
| 24358 -              | 2000 AV117          | 5 ianuarie 2000   | Socorro                | LINEAR                       |
| 24359 -              | 2000 AS118          | 5 ianuarie 2000   | Socorro                | LINEAR                       |
| 24360 -              | 2000 AG120          | 5 ianuarie 2000   | Socorro                | LINEAR                       |
| 24361 -              | 2000 AK120          | 5 ianuarie 2000   | Socorro                | LINEAR                       |
| 24362 -              | 2000 AR120          | 5 ianuarie 2000   | Socorro                | LINEAR                       |
| 24363 -              | 2000 AH121          | 5 ianuarie 2000   | Socorro                | LINEAR                       |
| 24364 -              | 2000 AK121          | 5 ianuarie 2000   | Socorro                | LINEAR                       |
| 24365 -              | 2000 AE124          | 5 ianuarie 2000   | Socorro                | LINEAR                       |
| 24366 -              | 2000 AY124          | 5 ianuarie 2000   | Socorro                | LINEAR                       |
| 24367 -              | 2000 AC126          | 5 ianuarie 2000   | Socorro                | LINEAR                       |
| 24368 -              | 2000 AQ127          | 5 ianuarie 2000   | Socorro                | LINEAR                       |
| 24369 Evanichols     | 2000 AE132          | 3 ianuarie 2000   | Socorro                | LINEAR                       |
| 24370 Marywang       | 2000 AX139          | 5 ianuarie 2000   | Socorro                | LINEAR                       |
| 24371 -              | 2000 AC140          | 5 ianuarie 2000   | Socorro                | LINEAR                       |
| 24372 Timobauman     | 2000 AG140          | 5 ianuarie 2000   | Socorro                | LINEAR                       |
| 24373 -              | 2000 AN143          | 5 ianuarie 2000   | Socorro                | LINEAR                       |
| 24374 -              | 2000 AV143          | 5 ianuarie 2000   | Socorro                | LINEAR                       |
| 24375 -              | 2000 AU144          | 5 ianuarie 2000   | Socorro                | LINEAR                       |
| 24376 Ramesh         | 2000 AB152          | 8 ianuarie 2000   | Socorro                | LINEAR                       |
| 24377 -              | 2000 AO154          | 2 ianuarie 2000   | Socorro                | LINEAR                       |
| 24378 Katelyngibbs   | 2000 AZ154          | 3 ianuarie 2000   | Socorro                | LINEAR                       |
| 24379 -              | 2000 AW158          | 3 ianuarie 2000   | Socorro                | LINEAR                       |
| 24380 -              | 2000 AA160          | 3 ianuarie 2000   | Socorro                | LINEAR                       |
| 24381 -              | 2000 AA166          | 8 ianuarie 2000   | Socorro                | LINEAR                       |
| 24382 -              | 2000 AG169          | 7 ianuarie 2000   | Socorro                | LINEAR                       |
| 24383 -              | 2000 AC170          | 7 ianuarie 2000   | Socorro                | LINEAR                       |
| 24384 -              | 2000 AR171          | 7 ianuarie 2000   | Socorro                | LINEAR                       |
| 24385 Katcagen       | 2000 AM172          | 7 ianuarie 2000   | Socorro                | LINEAR                       |
| 24386 McLindon       | 2000 AV172          | 7 ianuarie 2000   | Socorro                | LINEAR                       |
| 24387 Trettel        | 2000 AB174          | 7 ianuarie 2000   | Socorro                | LINEAR                       |
| 24388 -              | 2000 AB175          | 7 ianuarie 2000   | Socorro                | LINEAR                       |
| 24389 -              | 2000 AA177          | 7 ianuarie 2000   | Socorro                | LINEAR                       |
| 24390 -              | 2000 AD177          | 7 ianuarie 2000   | Socorro                | LINEAR                       |
| 24391 -              | 2000 AU178          | 7 ianuarie 2000   | Socorro                | LINEAR                       |
| 24392 -              | 2000 AD179          | 7 ianuarie 2000   | Socorro                | LINEAR                       |
| 24393 -              | 2000 AG183          | 7 ianuarie 2000   | Socorro                | LINEAR                       |
| 24394 -              | 2000 AD186          | 8 ianuarie 2000   | Socorro                | LINEAR                       |
| 24395 -              | 2000 AR186          | 8 ianuarie 2000   | Socorro                | LINEAR                       |
| 24396 -              | 2000 AS186          | 8 ianuarie 2000   | Socorro                | LINEAR                       |
| 24397 Parkerowan     | 2000 AT186          | 8 ianuarie 2000   | Socorro                | LINEAR                       |
| 24398 -              | 2000 AZ187          | 8 ianuarie 2000   | Socorro                | LINEAR                       |
| 24399 -              | 2000 AB188          | 8 ianuarie 2000   | Socorro                | LINEAR                       |
| 24400 -              | 2000 AF192          | 8 ianuarie 2000   | Socorro                | LINEAR                       |